# Szreniawa Miechowska
Szreniawa Miechowska – nieczynny przystanek osobowy kolei wąskotorowej (Świętokrzyska Kolej Dojazdowa) w Szreniawie, w województwie małopolskim, w Polsce.